# Włościbórz (województwo kujawsko-pomorskie)
Włościbórz (niem. Groß Lossburg) – wieś w Polsce położona w województwie kujawsko-pomorskim, w powiecie sępoleńskim, w gminie Sępólno Krajeńskie.
W latach 1975–1998 miejscowość administracyjnie należała do województwa bydgoskiego. Według Narodowego Spisu Powszechnego (III 2011 r.) liczyła 455 mieszkańców. Jest czwartą co do wielkości miejscowością gminy Sępólno Krajeńskie.